# جنلک
جِنِلِک (به انگلیسی: Genelec) سازنده سیستم‌های بلندگوی فعال است و در شهر ایسالمی کشور فنلاند واقع شده‌است. این شرکت به طراحی و تولید محصولاتی به ویژه برای کاربردهای صدابرداری استودیوئی، میکس و مسترینگ، رادیو و تلویزیون و صداگذاری فیلم می‌پردازد. این شرکت در سال ۱۹۷۸ و توسط «ایلپو مارتیکاینن» بنیان‌گذاری شد.

## جنلک در دههٔ ۲۰۰۰

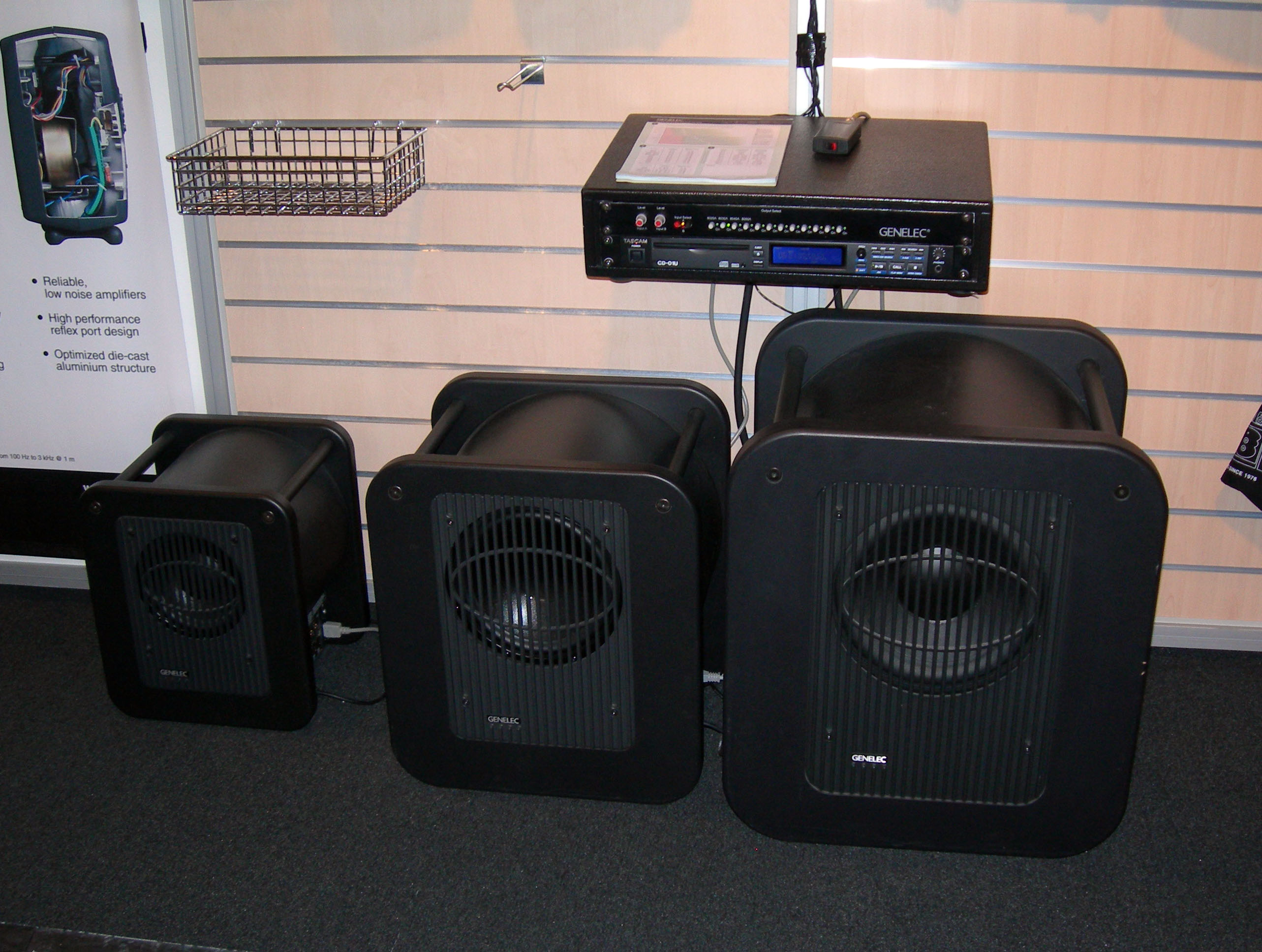
سیستم‌های بلندگوی فعال

در سال ۲۰۱۰، شرکت جنلک بیش از ۵۰ مدل مختلف از بلندگوهای فعال و نسخه‌های مختلف بی شماری از این مدل‌ها را که برای کاربردهای ویژه‌ای طراحی شده بودند، طراحی و تولید کرد. این شرکت همچنین محصولاتی نرم‌افزاری جهت درجه‌بندی آواشنودی را در سابقه تولیدهای خود دارد. پس از پایان قراردادهایی که برای پروژه‌های تقویت صدا بسته شده بود، شرکت جنلک تمام تمرکز خود را فقط روی تولید بلندگوهای فعال قرار داد.
اولین سال از قرن ۲۱ همراه با چالشهایی بود، جنلک سری «ال اس ای» از ساب ووفرهای خود را معرفی و سری جدید ۸۰۰۰ را جایگزین بیشتر مدل‌های سری «۲-راهی» نمود. سری ۸۰۰۰ دربردارندهٔ چهار مدل است (بلندگوهای ۲-راهی فعال ۸۰۲۰بی، ۸۰۳۰آ، ۸۰۴۰آ و ۸۰۵۰آ) که برخی از آنها از پیشینیان خود کوچکتر هستند.
بسیاری از محصولات جدید جنلک مجهز به پردازش دیجیتالی سیگنال و کنترل نرم‌افزاری هستند. سری ۸۲۰۰ این قابلیت را داراست که با استفاده از سیستم درجه‌بندی «اوتوکال» و بواسطهٔ نرم‌افزار «جی ال ام»، به صورت خودکار کارایی خود را با هر نوع شرایط آواشنودی سازگار کند.

## محصولات کنونی
| مانیتور استودیو - بلندگوها و ساب‌ووفرهای کلاسیک استودیویی - مانیتور استودیو سری 8000: 8010A, 8020D, 8030C, 8040B, 8050B - مانیتور استودیو سری ‏M‏: M030, M040 - ساب ووفر سری 7000: 7040A, 7050C - سری ‏The Ones‏ و دیگر بلندگوهای هم محور ‎SAM™‎[note] - ‏ The Ones‏: ‎۸۳۳۱, ۸۳۴۱, ۸۳۵۱ - مانیتور استودیو ‎8260A SAM™‎ - مانیتورهای استودیویی جمع‌وجور ‎SAM™‎ - سری 8000: 8320A, 8330A, 8340A, 8350A - سری ‏Audio over IP‏: 8430A - سری 1000: 1032C - مانیتورهای استودیویی مسترینگ ‎SAM™‎ - S360A, 1237A, 1238A, 1238AC, 1238DF, 1234A, 1234AC, 1236A - ساب‌ووفرهای استودیویی ‎SAM™‎ - 7350A, 7360A, 7370A, 7380A, 7382A | بلندگوی خانگی - بلندگوهای اکتیو سری G - G One - G Two - G Three - G Four - G Five - ساب‌ووفرهای اکتیو سری F - F One - F Two | بلندگوی تأسیساتی - بلندگوهای تأسیساتی سری ۴۰۰۰ - بلندگوی تأسیساتی 4010A - بلندگوی تأسیساتی 4020C - بلندگوی تأسیساتی 4030C - بلندگوی تأسیساتی 4040A - بلندگوهای سری Architectural - بلندگوی اکتیو سقفی AIC25 - بلندگوی اکتیو دیواری AIW25 - بلندگوی اکتیو دیواری AIW26B - ساب‌ووفر اکتیو دیواری 5041A |

^ سیستم‌های سری شده بلندگوهای اکتیو هوشمند (به انگلیسی: Smart Active Monitor)، که به اختصار ‎SAM™‎ نامیده می‌شوند، دارای قابلیت سازگاری خودکار با محیط و اشیاء اطراف هستند.